# Uście Gorlickie
Uście Gorlickie is een dorp in de Poolse woiwodschap Klein-Polen. De plaats maakt deel uit van de gemeente Uście Gorlickie en telt 1100 inwoners.

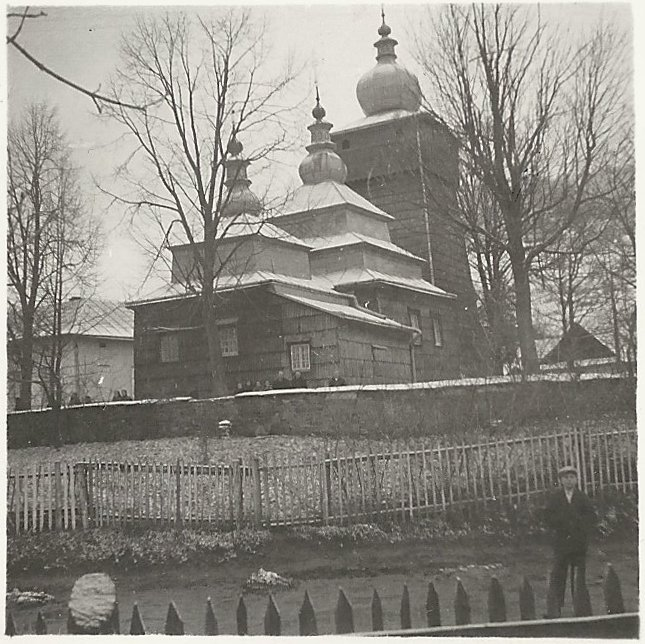
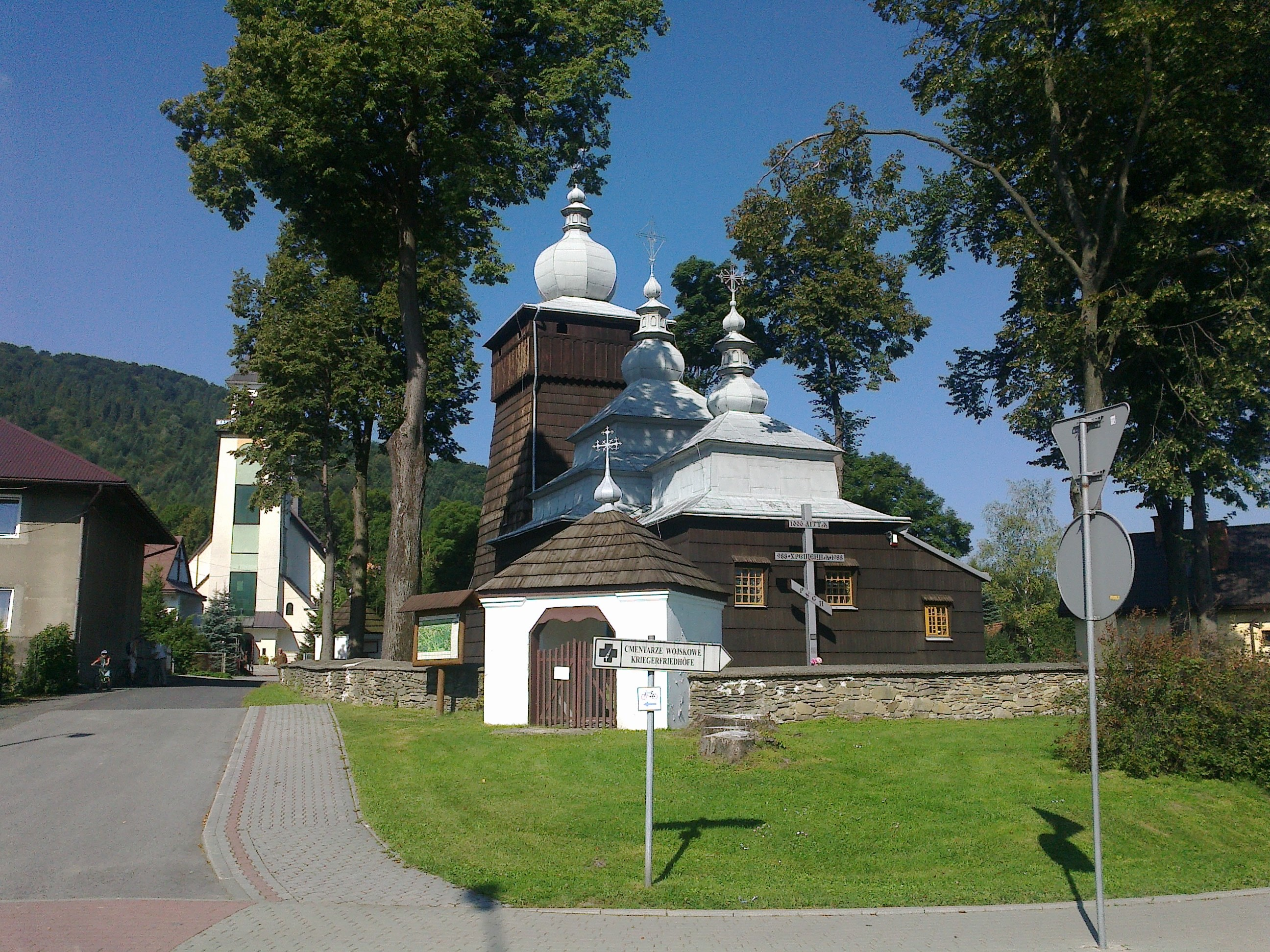
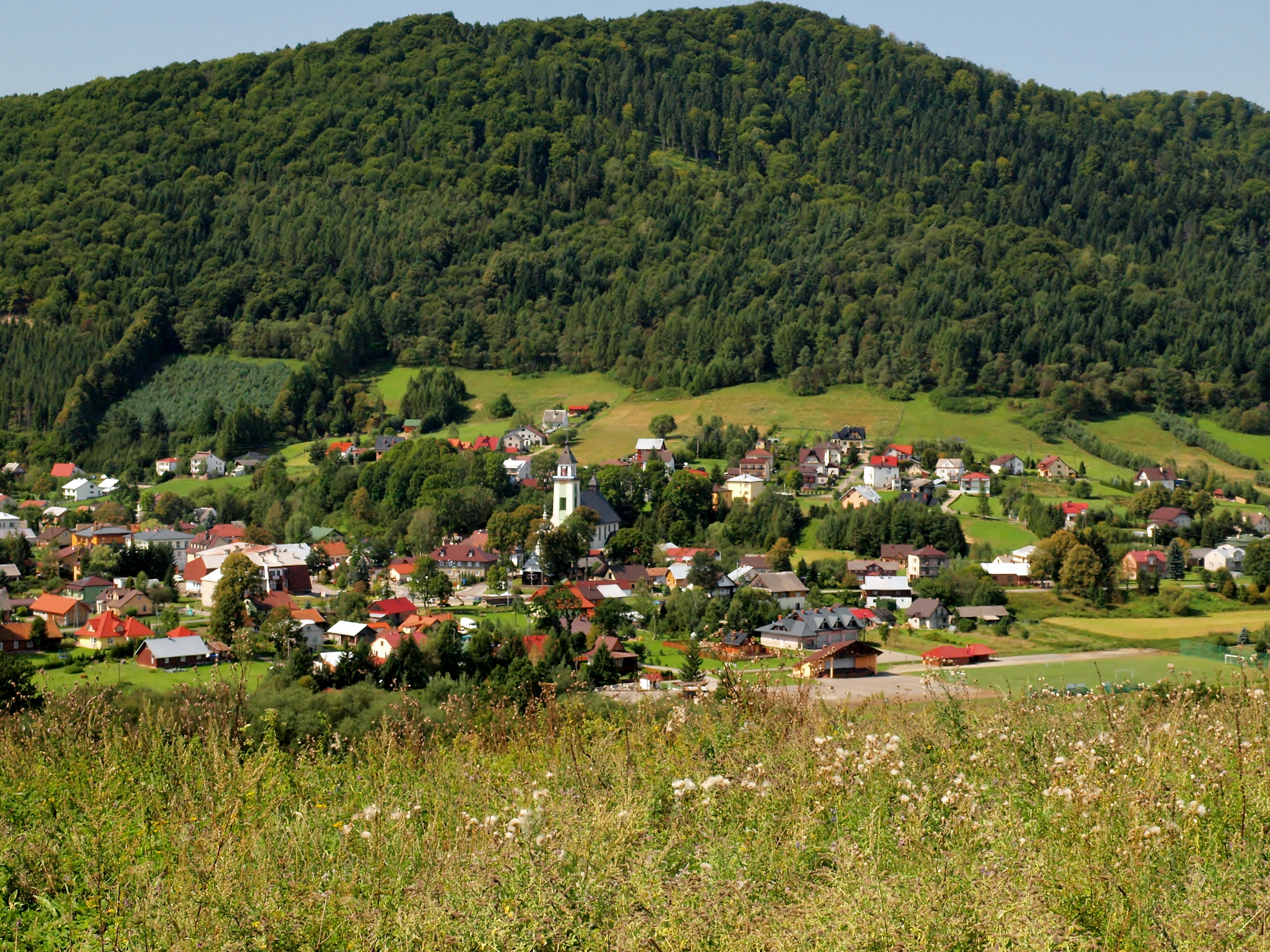